# 堯爾靈山
48°20′23″N 15°20′17″E / 48.33972°N 15.33806°E

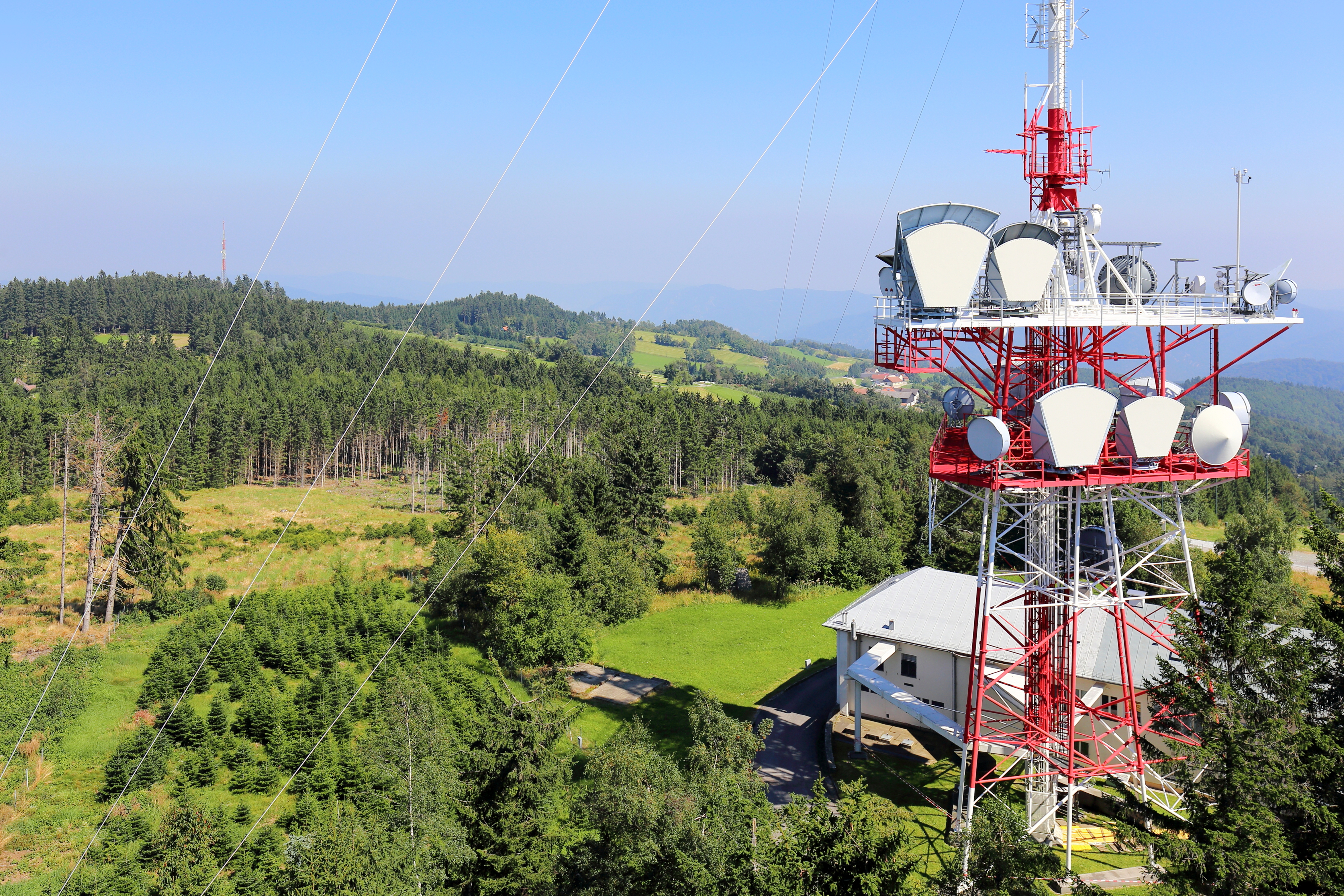

堯爾靈山（德語：Jauerling），是奧地利的山峰，位於該國東北部，由下奧地利州負責管轄，處於瓦爾德地區南部，海拔高度960米，每年平均降雨量729毫米。